# Сајам (кратки документарни филм)
„Сајам” је кратки документарни филм из 1973. године. Режирао га је Борислав Гвојић који је написао и сценарио.